# Тамабай, Мухамбет Бердибайулы
Мухамбет Бердибайулы Тамабай (каз. Мұхамбет Бердібайұлы Тамабай; 28 июля 1996 года, Алгинский район, Актюбинская область, Казахстан) — казахстанский футболист, вратарь.

## Карьера
Воспитанник актюбинского футбола (тренер — Игорь Прохницкий). Карьеру начал в 2016 году составе клуба «Актобе М» во второй лиге. 1 мая 2019 года в матче против клуба «Шахтёр» Караганда дебютировал в казахстанской Премьер-лиге.
1 января 2021 года подписал контракт с клубом «Яссы». 22 апреля 2021 года в матче против клуба «Рузаевка» дебютировал в кубке Казахстана.

## Достижения
«Актобе»
- Победитель Первой лиги: 2020

## Клубная статистика
| Игровая карьера | Игровая карьера | Игровая карьера | Лига | Лига | Кубок | Кубок | Межд. | Межд. | Др. | Др. |
| --------------- | --------------- | --------------- | ---- | ---- | ----- | ----- | ----- | ----- | --- | --- |
| 2016            | Актобе М        | В               | 8    | −13  | —     | —     | —     | —     | —   | —   |
| 2017            | Актобе М        | В               | 9    | −9   | —     | —     | —     | —     | —   | —   |
| 2018            | Актобе-Жас      | Б               | 3    | −8   | —     | —     | —     | —     | —   | —   |
| 2018            | Актобе М        | В               | 7    | −10  | —     | —     | —     | —     | —   | —   |
| 2019            | Актобе          | А               | 3    | −7   | —     | —     | —     | —     | —   | —   |
| 2019            | Актобе-Жас      | Б               | 1    | −2   | —     | —     | —     | —     | —   | —   |
| 2019            | Актобе М        | В               | 8    | −19  | —     | —     | —     | —     | —   | —   |
| 2020            | Актобе          | Б               | —    | —    | —     | —     | —     | —     | —   | —   |
| 2021            | Яссы            | В               | 20   | −25  | 2     | −2    | —     | —     | —   | —   |